# 皮亚齐星
小行星1000（1000 Piazzia），发现于1923年，位于小行星带。该小行星的名字是为了纪念第一颗小行星的发现者朱塞普·皮亚齐。